# Terroranschlag in Lahore am 27. März 2016

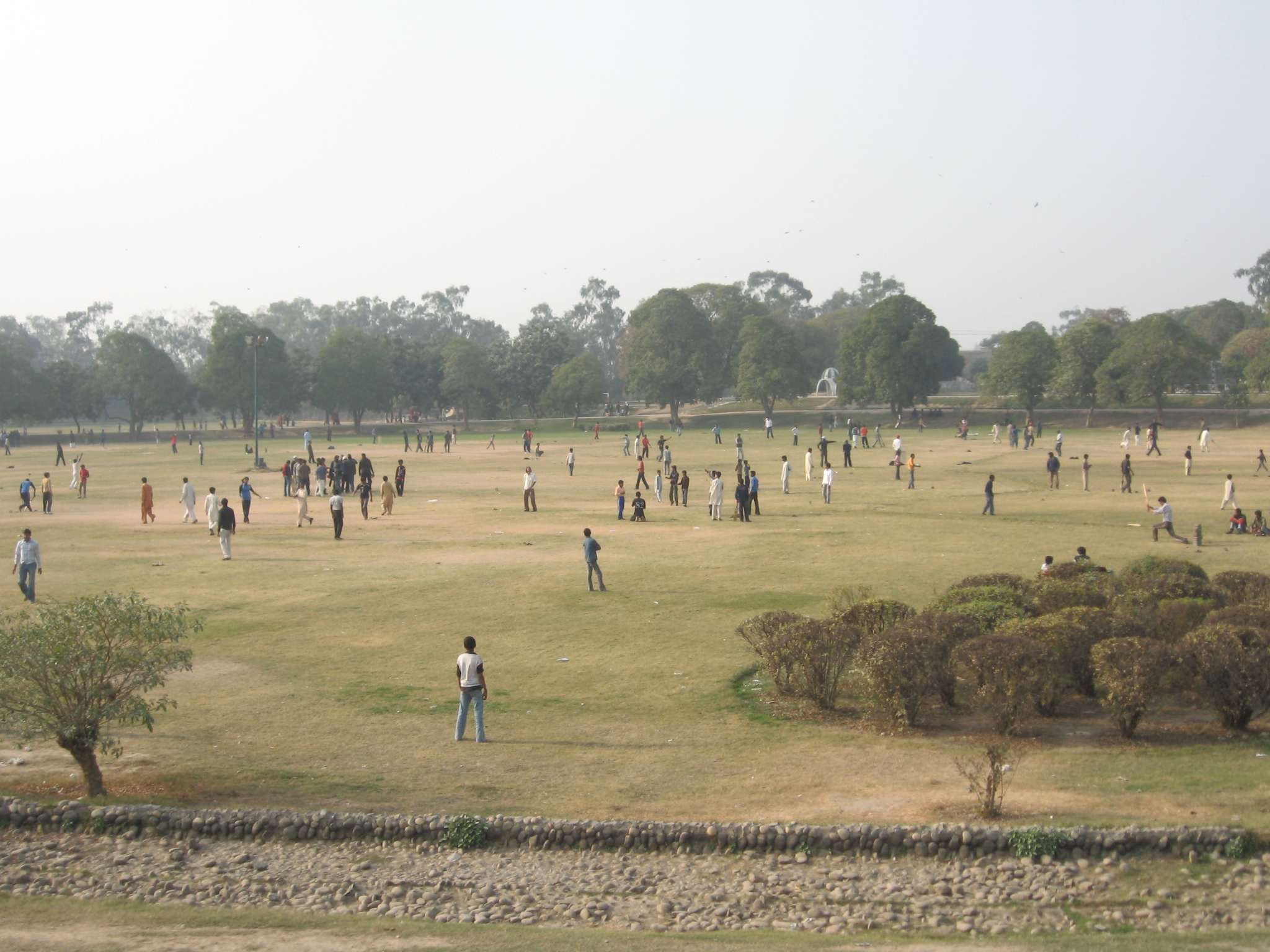
Gulshan-e-Iqbal Park in Lahore

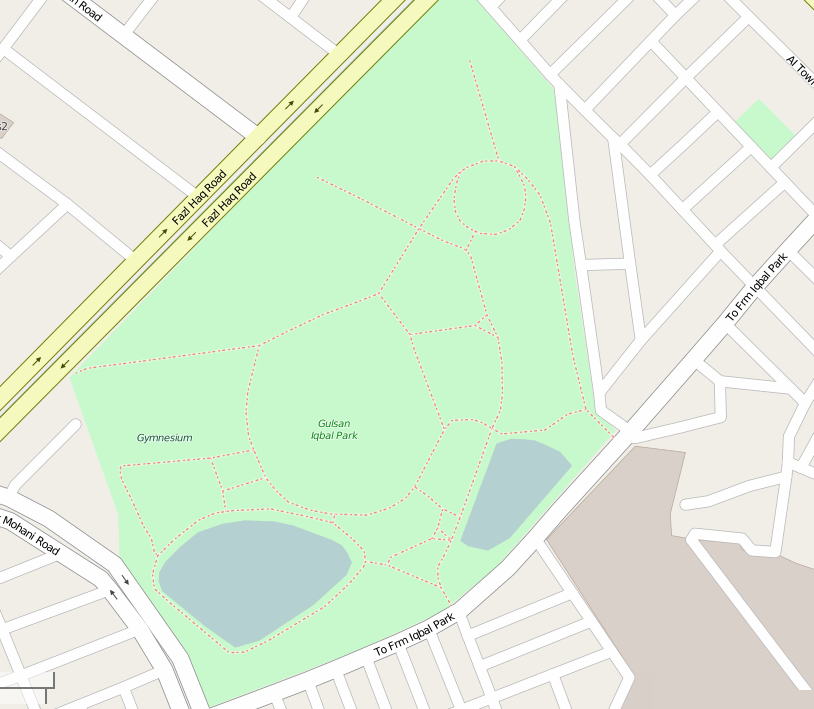
Lage des Parks in Lahore

Am Ostersonntag, dem 27. März 2016, ereignete sich ein Bombenanschlag in Lahore, der Hauptstadt der pakistanischen Provinz Punjab, der gegen Angehörige der christlichen Minderheit gerichtet war. Mindestens 72 Menschen starben und mehr als 300 wurden verletzt. Die meisten Opfer waren Kinder und Frauen. Der Bombenanschlag galt explizit den Christen; die meisten der Anschlagsopfer waren aber Muslime.

## Anschlag
Gegen 18:30 Uhr Ortszeit ereignete sich eine starke Explosion am Haupttor des Gulshan-e-Iqbal-Parks, eines großen Parks in Lahore, in der Nähe eines Kinderspielplatzes. Der Park war zu dieser Zeit voll mit Besuchern. Unter den Besuchern waren viele Angehörige der christlichen Minderheit Pakistans, die mit ihren Familien das Osterfest begingen. Nach der Explosion flohen die Besucher in Panik vom Gelände. Die meisten Verletzten wurden in das Jinnah Hospital, das größte Krankenhaus Lahores, transportiert. Da nicht genügend Krankenwagen für die große Menge der Verletzten verfügbar waren, übernahmen auch Taxis oder Rikschas den Transport. Die Polizei gab kurze Zeit später bekannt, es habe sich um einen Selbstmordanschlag gehandelt.
Nach dem Anschlag erklärte die Taliban-Splittergruppe Jamaat-ul-Ahrar („Gemeinschaft der Freiheitskämpfer“), dass sie die Verantwortung für den Anschlag übernehme und der Anschlag den Christen gegolten habe. Weitere Anschläge würden folgen.

## Zum Hintergrund
Terrorakte und gewalttätige Ausschreitungen gegen religiöse Minderheiten (Christen, Hindus, Ahmadiyya etc.) sind in Pakistan, das sich als erstes Land weltweit schon im Jahr 1956 zur „Islamischen Republik“ erklärt hat, keine Seltenheit. Etwa ein Jahr vor dem Anschlag, am 15. März 2015, war ein Bombenanschlag auf die katholische Kirche von Lahore verübt worden, bei dem 10 Menschen starben. Bei einem Bombenanschlag in Peshawar am 22. September 2013 in der dortigen Allerheiligen-Kirche wurden 78 Menschen getötet. Am 18. Februar 2015 sprengte sich ein Jamaat-ul-Ahrar-Selbstmordattentäter vor dem Polizeihauptquartier in Lahore in die Luft, vier Menschen starben.
Am Tag des Bombenanschlags ging die Polizei mit Tränengas gegen eine Demonstration von Islamisten in Lahore vor, die gegen die vor einem Monat erfolgte Hinrichtung von Mumtaz Qadri, des Mörders des punjabischen Provinzgouverneurs Salman Taseer, demonstrierten.
Möglicherweise hing der Terroranschlag mit einem „Ultimatum“ zusammen, das islamistische Gruppen der Regierung gestellt hatten und das am 27. März 2016 ausgelaufen war. In diesem Ultimatum hatten die Islamisten die Rücknahme eines Gesetzes gefordert, das Rechte von Frauen stärken soll.

## Folgen und Reaktionen
Zahlreiche Politiker weltweit verurteilten den Anschlag scharf und gaben Stellungnahmen dazu ab. Der pakistanische Premierminister Nawaz Sharif verurteilte den Anschlag ebenfalls und erklärte, dass dadurch die Entschlossenheit der pakistanischen Gesellschaft, mit dem Terror aufzuräumen, weiter gewachsen sei. Sharif ordnete außerdem Anti-Terror-Aktionen paramilitärischer Sicherheitskräfte im Punjab an. Die Provinzregierung des Punjab verkündete eine dreitägige Staatstrauer. Papst Franziskus nannte den Anschlag ein „feiges und sinnloses Verbrechen“ und forderte die pakistanischen Behörden auf, die religiösen Minderheiten im Land zu schützen.